# Мона Йонссон
Мона Йонссон (швед. Mona Jönsson; нар. 1951) — шведська політична діячка, член Партії зелених. Депутат Риксдагу з 2002 по 2006 рік.